# Picumnus exilis
Picumnus exilis е вид птица от семейство Picidae.

## Разпространение
Видът е разпространен в Бразилия, Венецуела, Гвиана, Колумбия, Суринам и Френска Гвиана.